# Xã Munro, Michigan
Xã Munro (tiếng Anh: Munro Township) là một xã thuộc quận Cheboygan, tiểu bang Michigan, Hoa Kỳ. Năm 2010, dân số của xã này là 571 người.